# حسين أباد (ملكان)
حسين أباد هي قرية في مقاطعة ملكان، إيران. عدد سكان هذه القرية هو 1,918 في سنة 2006.